# Codici musicali trentini

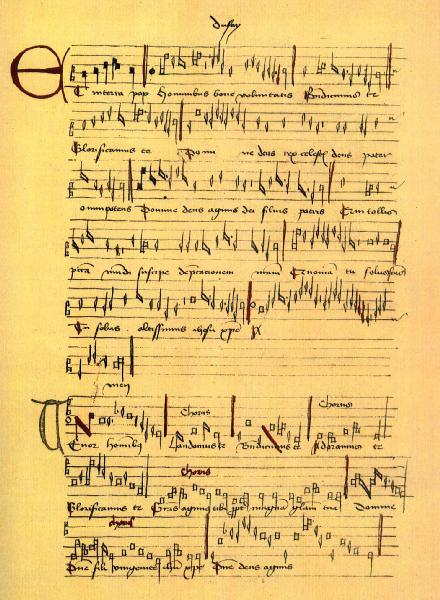
Manoscritto di un Gloria di Guillaume Dufay.

I Codici musicali trentini costituiscono la più vasta raccolta di musica polifonica, prevalentemente sacra, del XV secolo, conservati nel Castello del Buonconsiglio a Trento.
I Codici contengono 1585 composizioni di 88 compositori diversi su oltre 2000 fogli scritti. Questi provengono da molte parti d'Europa, come Inghilterra, Paesi Bassi, Francia, Italia, Germania e Polonia. Questi includono opere di maestri famosi come Guillaume Dufay, John Dunstable, Antoine Busnois, Johannes Ockeghem e Gilles Binchois. Le opere contengono principalmente musica vocale sacra, composta tra il 1400 e il 1475. I codici sono la più grande e significativa fonte manoscritta dell'intero secolo d'Europa.

## Storia
Durante il XV secolo, l'area in cui veniva copiata la musica era la parte più meridionale del Sacro Romano Impero, che in quest'epoca aveva una vasta presenza di istituzioni musicali. Il cugino dell'imperatore Federico III, Sigismondo conte del Tirolo, aveva una grande e sofisticata cappella musicale ad Innsbruck. L'area intorno al Brennero, che comprendeva Innsbruck a nord e Trento a sud, era un crocevia attraverso il quale dovevano passare molti musicisti in viaggio tra l'Italia e i Paesi Bassi musicalmente prolifici. È ragionevole supporre che Trento, in quanto posizione centrale su un'importante rotta commerciale e di viaggio, fosse anche un deposito musicale centrale. I Codici potrebbero essere stati la principale antologia di tutta la musica polifonica cantata in tutte le cappelle e le corti dei domini asburgici dell'Italia settentrionale e della Germania meridionale alla metà del XV secolo.

### Il ritrovamento

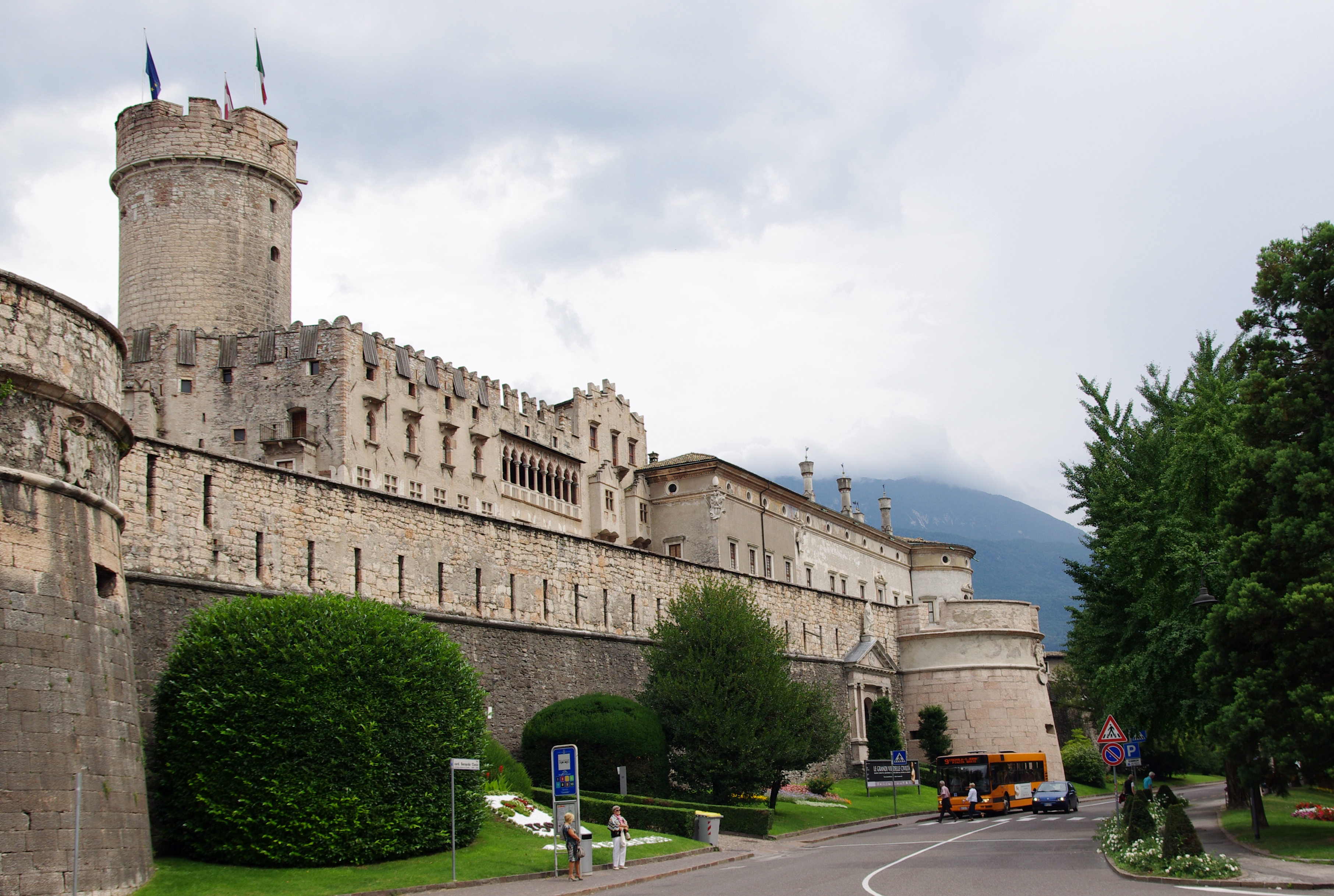
Il Castello del Buonconsiglio

Sei volumi furono ritrovati da Franz Xaver Haberl negli archivi del Duomo di Trento negli anni Ottanta del XIX secolo, mentre cercava fonti in Italia per la sua edizione completa delle opere di Palestrina. Nel 1885 Haberl pubblica la prima discussione nella letteratura musicologica nella vasta monografia su Guillaume Dufay, Bausteine zur Musikgeschichte. Poco dopo la loro scoperta, i sei codici furono trasferiti a Vienna per essere studiati. Alla fine del primo conflitto mondiale i termini del trattato di Saint-Germain hanno previsto il ritorno dei Codici a Trento. Il settimo ed ultimo volume (TrentM 93) fu scoperto da Rudolf von Ficker nel 1920. I sei volumi, spesso indicati come TrentC 87-92, sono ora nel Museo Provinciale d'Arte nel Castello del Buonconsiglio a Trento. Il settimo è conservato nell'Archivio Capitolare di Trento.
La pubblicazione del contenuto dei manoscritti era già iniziata in Austria nell'ambito della serie Denkmäler der Tonkunst in Österreich, ossia una casa editrice di musica storica. I volumi contengono inoltre un catalogo tematico completo dei primi sei Codici trentini (87, 88, 89, 90, 91 e 92), nonché un indice degli incipit testuali. Sebbene il primo volume dei Sechs Trienter Codices sia apparso nel 1900, l'ultimo volume dei sette Trienter Codices non è mai stato pubblicato sino al 1970.

### Origini della collezione
Le origini della collezione non sono del tutto chiare. Inizialmente si supponeva che alcune parti della collezione fossero state realizzate a Vienna e inizialmente la collezione fu attribuita principalmente al vescovo di Trento Giovanni Hinderbach. Oggi è chiaro che è stato compilato nel corso di decenni da un’ampia varietà di fonti.
Dall'esame delle filigrane si potrebbe concludere che i manoscritti furono scritti tra il 1439 e il 1470. Le parti più antiche dei volumi TrentC 87 e 92 furono le prime ad essere scritte dal 1439 al 1442. Johannes Lupi di Bolzano fu identificato come il loro scriba principale. Johannes Wiser ha contribuito alla maggior parte degli altri volumi successivi; era prete e maestro di scuola presso la Scuola del Duomo di Trento quando lavorò alla collezione.

## Contenuti dei codici

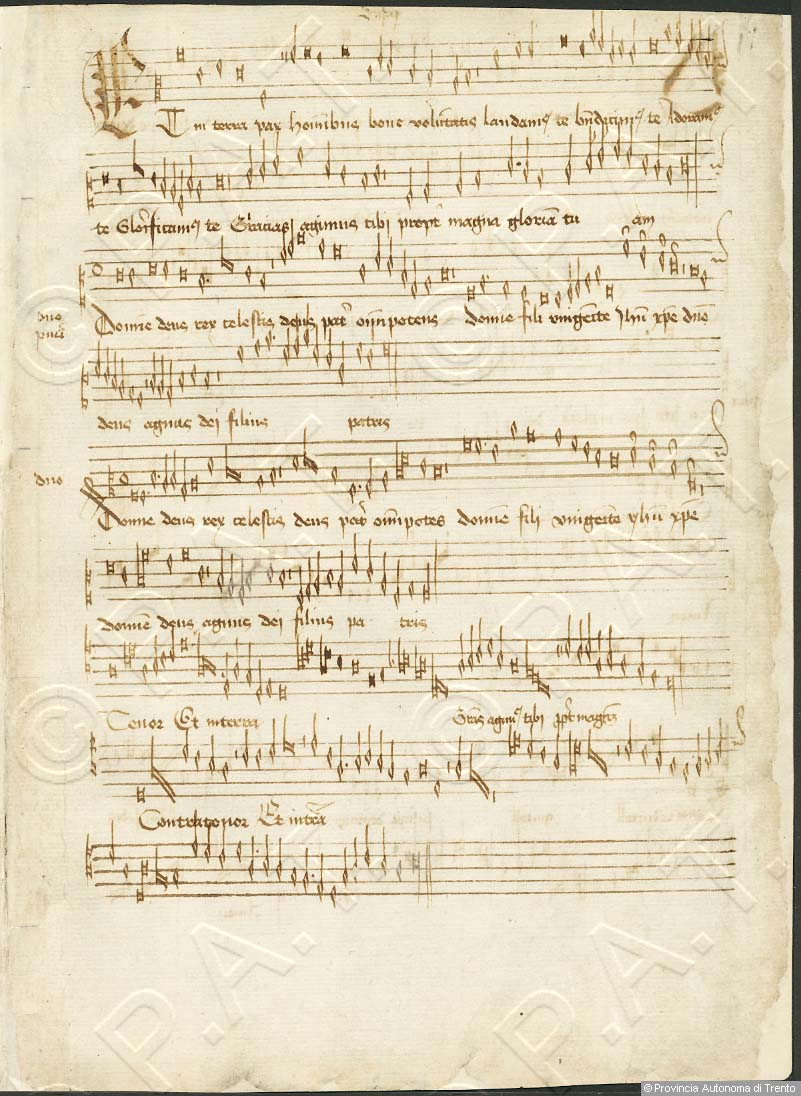
Manoscritto dell'Et in terra pax hominibus dalla Missa S. Jacobi di Guillaume Dufay.

I Codici sono costituiti da sette volumi, dove sei di questi sono conservati nel "Museo Provinciale d'Arte" all'interno del Castello del Buonconsiglio e portano la segnatura Monumenti e Collezioni Provinciale, 1374–1379. Tuttavia sono quasi universalmente indicati con le loro collocazioni più vecchie Trent 87-92. Pertanto si vedono spesso le sigle RISM I-TRmn 87-92 o I-TRmp. Sebbene tecnicamente abbia la sigla BL, è quasi universalmente chiamato Trent 93, continuando la serie del Castello.
I manoscritti furono copiati in un periodo di oltre trent'anni, dal 1435 circa fino al 1470. Sono stati conservati i nomi di due "scribi": Johannes Wiser e Johannes Lupi, entrambi chierici legati al Duomo di Trento. Tuttavia, parte del lavoro di copiatura, soprattutto per le porzioni più antiche della serie (Trento 87 e 92), non è stato eseguito a Trento: uno studio delle filigrane e di altre caratteristiche dei manoscritti ha mostrato origini in Piemonte, Francia meridionale, Savoia e Basilea, così come nella città di Bolzano.
Insolitamente per i manoscritti di quest'epoca, i Codici di Trento sono piccoli: circa 20 x 30 centimetri. Questa grandezza equivalle ad una "partitura in miniatura" del XV secolo. Poiché le loro piccole dimensioni e i numerosi errori avrebbero reso difficile o impossibile cantarli, dunque è stato dedotto che potrebbero essere stati utilizzati come fonte da cui sono state realizzate copie dell'esecuzione. D'altra parte, sono abbastanza grandi da poter essere cantati con una persona per parte (il che è deducibile fosse di norma per gran parte del XV secolo). Per alcuni brani le parti vocali erano addirittura divise in due diversi libretti, il che rendeva possibile l'esecuzione di due gruppi di cantanti.
Il primo "strato" del manoscritto, incluso in Trent 87 e 92, contiene singoli movimenti della messa e mottetti, con opere di compositori come Zacara da Teramo, Jacobus Vide, Johannes Brassart e i primi lavori di Guillaume Dufay, la cui la musica appare in tutti i codici. Ci sono anche opere di compositori inglesi, tra cui John Dunstable, a dare un'idea della stima in cui erano tenuti i compositori inglesi dell'epoca. La maggior parte delle fonti manoscritte del XV secolo provenienti dall'Inghilterra furono distrutte da Enrico VIII durante la dissoluzione dei monasteri; la musica sopravvissuta dei compositori inglesi del XV secolo proviene in gran parte da fonti continentali, come i codici trentini.
Il copista Johannes Wiser scrisse la maggior parte dei cinque manoscritti Trent 88, 89, 90, 91 e 93 principalmente tra il 1445 e il 1475. Non tutte le sue copie erano graficamente accurate: evidentemente possedeva una scarsa alfabetizzazione musicale, pur ricoprendo l'incarico di organista, poiché lasciò numerosi errori. Gran parte della musica che ha copiato in questi cinque libri è di compositori della scuola borgognona, tra cui Dufay e Antoine Busnois, e vi è un numero considerevole di unica (composizioni che sopravvivono in un'unica fonte) così come brani di compositori i cui nomi non appaiono da nessun'altra parte, e composizioni anonime. I Codici trentini sono insoliti per l'epoca a causa dell'inclusione delle attribuzioni del compositore così spesso come fanno; la maggior parte della musica dell'epoca è anonima, poiché gli scribi in genere tralasciavano i nomi dei compositori.
Parti dei codici di Trento sono state scritte con un inchiostro corrosivo che ha divorato la carta provocando, tra le altre cose, la caduta dei centri delle teste delle note. Sebbene recentemente restaurati, nel 1975, i manoscritti sono ancora in uno stato precario e per alcune pagine le fotografie precedenti sono più leggibili dei manoscritti stessi.

## Significato
I Codici di Trento mostrano il primo interesse e il graduale sviluppo della messa ciclica, l'impostazione musicale unificata delle parti dell'Ordinario della messa. I primi volumi della serie contengono movimenti di messa isolati, come era caratteristico della pratica compositiva dell'epoca (fine del XIV secolo). Inoltre ci sono coppie di movimenti e parti di cicli. Tutti i primi insiemi unificati sono di origine inglese. Gli ultimi volumi dei Codici comprendono numerosi cicli di messe dei compositori della generazione di Dufay, periodo durante il quale la messa del cantus firmus era maturata.

### Riferimenti
1. ↑  Atlas, p. 156
2. ↑  Atlas, p. 157
3. ↑  Hamm/Call, Grove online
4. ↑   7. Im Auftrag der Kirche, Böhlau Verlag, 17 luglio 2016,  pp. 66-93. URL consultato l'8 febbraio 2024.
5. ↑  Hamm/Call, Grove
6. 1 2  Atlas, pp. 156-157
7. ↑  Leverett, p. 208
8. ↑  Leverett, p. 207